# 양금신보
양금신보(梁琴新譜)는 대한민국 경상남도 진주시에 있는 조선시대의 거문고 악보이다. 2002년 2월 14일 경상남도의 문화재자료 제308호로 지정되었다.

## 개요
조선 광해군 2년(1610)에 악사 양덕수(梁德壽)가 엮은 거문고 악보이다.
양덕수가 임진왜란을 피해 남원에 은거하고 있을 때 거기서 옛 친구인 임실현감 김두남(金斗南)을 만나 그의 권유에 따라 엮은 것이다. 판본은 여러 종류가 있고, 그 영인본이 국립중앙도서관에 보관되어 있다.
강태중씨 소장의 이 거문고 악보는 필사본으로 모두 30장 1책이다. 가로 21cm·세로 30.3cm 크기의 한지로 되어 있다.
비록 필사본이기는 하나 전국적으로 그 존재가 희귀하므로 가치가 높다.

## 같이 보기
- 양덕수
- 거문고

## 참고 자료
- 양금신보 - 국가유산청 국가유산포털